# Bogdassàrov
Bogdassàrov - Богдасаров (rus) - és un khútor del krai de Krasnodar, a Rússia. Es troba a la vora esquerra del riu Kuban. És a 35 km al nord-est d'Abinsk i a 56 km al nord-oest de Krasnodar.
Pertany al khútor d'Olguinski.